# Сухомлинов, Анатолий Александрович
Анатолий Александрович Сухомлинов (17 марта 1909, Ново-Николаевск, Томская губерния — 28 сентября 1981, Кишинёв) — советский кинооператор документальных и научно-популярных фильмов. Лауреат Сталинской премии (1951).

## Биография
Родился в 1909 году в Новосибирске.
В 1934—1948 годах — оператор фабрики научных и учебно-технических фильмов «Сибтехфильм».
В 1948—1951 годах — оператор на Свердловской киностудии.
В 1950 году стал лауреатом Сталинской премии третьей степени за кинокартину «Соперники» (1950) режиссёра Якова Задорожного.
В 1951—1957 годах — оператор Новосибирской студии кинохроники.
В 1959—1969 годах — оператор киностудии «Молдова-фильм», где снимал документальные и научно-популярные фильмы.
Член Союза кинематографистов СССР.
Умер в 1981 году в Кишинёве.